# Konak Belediyespor
Der Konak Belediyespor (Konak Belediyespor Bayan Futbol Takimi) ist eine türkische Frauenfußballmannschaft des Sportvereins Konak Belediyesi GSK aus Izmir.

## Geschichte
Der Verein spielt seit 2006 in der Kadınlar Futbol 1. Ligi. Konak Belediyesi GSK etablierte sich langsam, aber die Erfolge stellten sich bald ein. Mit dem Gewinn der Meisterschaft 2012/13 qualifizierte sich Konak Belediyesi GSK für die UEFA Women’s Champions League 2013/14, wo er erst im Achtelfinale am österreichischen Verein SV Neulengbach scheiterte. Konak Belediyesi GSK war die erste türkische Frauenmannschaft, die in diesem Wettbewerb so weit kam.

## Erfolge
- Meister Bayanlar Futbol Ligi: 2013, 2014, 2015, 2016, 2017
- Achtelfinale UEFA Women’s Champions League 2013/14

## UEFA Women’s Champions League
| Wettbewerb                            | Runde             | Gegner                 | Spiel 1 |
| ------------------------------------- | ----------------- | ---------------------- | ------- |
| UEFA Women’s Champions League 2013/14 | Gruppe 1          | FC NSA Sofia           | 2:0     |
| UEFA Women’s Champions League 2013/14 | Gruppe 1          | SFK 2000 Sarajewo      | 2:1     |
| UEFA Women’s Champions League 2013/14 | Gruppe 1          | Cardiff City Ladies FC | 1:0     |
| UEFA Women’s Champions League 2013/14 | Sechzehntelfinale | RTP Unia Raciborz      | 2:1 (H) |
| UEFA Women’s Champions League 2013/14 | Sechzehntelfinale | RTP Unia Raciborz      | 0:0 (A) |
| UEFA Women’s Champions League 2013/14 | Achtelfinale      | SV Neulengbach         | 0:3 (H) |
| UEFA Women’s Champions League 2013/14 | Achtelfinale      | SV Neulengbach         | 0:3 (A) |
| UEFA Women’s Champions League 2014/15 | Gruppe 1          | Rigas FS               | 11:0    |
| UEFA Women’s Champions League 2014/15 | Gruppe 1          | FK Minsk               | 2:1     |
| UEFA Women’s Champions League 2014/15 | Gruppe 1          | FC Zürich              | 0:4     |
| UEFA Women’s Champions League 2015/16 | Gruppe 1          | FK Minsk               | 1:10    |
| UEFA Women’s Champions League 2015/16 | Gruppe 1          | KF Vllaznia Shkodër    | 5:1     |
| UEFA Women’s Champions League 2015/16 | Gruppe 1          | SFK 2000 Sarajevo      | 1:3     |
| UEFA Women’s Champions League 2016/17 | Gruppe 9          | Hibernians FC          | 5:0     |
| UEFA Women’s Champions League 2016/17 | Gruppe 9          | Ferencváros Budapest   | 0:2     |
| UEFA Women’s Champions League 2016/17 | Gruppe 9          | FC Twente Enschede     | 2:6     |
| UEFA Women’s Champions League 2017/18 | Gruppe 1          | FC Martve Kutaisi      | 5:0     |
| UEFA Women’s Champions League 2017/18 | Gruppe 1          | ŠK Partizán Bardejov   | 5:1     |
| UEFA Women’s Champions League 2017/18 | Gruppe 1          | Gintra Universitetas   | 1:3     |